# Tomasz Zarycki
Tomasz Paweł Zarycki (ur. 1 marca 1970 w Warszawie) – polski socjolog i geograf społeczny, profesor nauk społecznych.

## Życiorys
Magisterium uzyskał w 1994 na Wydziale Geografii i Studiów Regionalnych Uniwersytetu Warszawskiego. Stopień doktora w dziedzinie socjologii zdobył w 1998 na Wydziale Nauk Społecznych Uniwersytetu Śląskiego na podstawie rozprawy Nowa przestrzeń społeczno-polityczna Polski. Studium socjologiczne, przygotowanej pod kierunkiem Janusza Hryniewicza. W 2009 uzyskał habilitację z socjologii w Instytucie Filozofii i Socjologii Polskiej Akademii Nauk. W 2018 otrzymał tytuł profesora nauk społecznych. 
W latach 1995–2000 asystent, a następnie adiunkt w EUROREG UW. Od 2000 adiunkt, a następnie profesor w Instytucie Studiów Społecznych im. Profesora Roberta Zajonca Uniwersytetu Warszawskiego (ISS UW). W latach 2012–2020 dyrektor instytutu.
Profesor i badacz wizytujący m.in. na Uniwersytecie w Lund (1998); w Wyższej Szkole na Södertörn (2000); w UCL School of Slavonic and East European Studies (SSEES, 2001–2002); na Uniwersytecie Edynburskim (2004); w Moskiewskim Państwowym Instytucie Stosunków Międzynarodowych (MGIMO, 2004); na Uniwersytecie Kalifornijskim w Los Angeles (UCLA, 2006-2007); w Netherlands Institute for Advanced Study (NIAS, 2007); na Uniwersytecie Strasburskim (2017); w École des hautes études en sciences sociales (EHESS) w Paryżu (2020); w Swedish Collegium for Advanced Study (SCAS, 2020–2021) i w London School of Economics (LSE, 2025).
Członek Komitetu Nauk Socjologicznych PAN w kadencjach 2020–2024 i 2024–2028. W latach 2015–2020 członek Narodowej Rady Rozwoju.

## Wyróżnienia i stypendia
Stypendysta m.in. Andrew Mellon Foundation (2004 i 2007), Fundacji na rzecz Nauki Polskiej (Stypendium START 2000, Stypendium Zagraniczne 2001), Fundacji Kościuszkowskiej (2006–2007), Research Support Scheme (RSS, 1998) i Instytutu Szwedzkiego (1998). Laureat stypendium fundacji Tygodnika „Polityka” (2005). Główny wykonawca szeregu projektów badawczych finansowych przez Narodowe Centrum Nauki (NCN), a wcześniej Komitet Badań Naukowych (KBN), badacz w szeregu międzynarodowych projektów naukowych.
Laureat nagrody PISA 2023 Bronisław Malinowski Award in the Social Sciences przyznanej przez Polski Instytut Naukowy w Ameryce (PIASA) za książkę The Polish Elite and Language Sciences: A Perspective of Global Historical Sociology (2022).

## Praca naukowa
Prace Zaryckiego nawiązują metodologicznie do nurtów socjologii historycznej, analizy dyskursu, badań nad elitami, geografii społecznej, teorii zależności, geografii wyborczej i kartografii teoretycznej. Ich przedmiotem są relacje centrowo-peryferyjne, sytuacja postkolonialna i dyskursy orientalistyczne w Europie Środkowo-Wschodniej, teoria Pierre'a Bourdieu oraz rola inteligencji wśród elit.

### Model stosunków centro-peryferyjnych
Jedną z głównych koncepcji rozwijanych przez Zaryckiego są przestrzenne hierarchie władzy między obszarami centrum i peryferii, nierównymi sobie pod względem zasobów i uprzywilejowania poszczególnych typów kapitału wyróżnianych w teorii Bourdieu (ekonomicznego, społecznego i kulturowego).
Podstawową rolę odgrywa kapitał ekonomiczny – jego silna koncentracja w obszarach centralnych zapewnia im dominację nad mniej zasobnymi peryferiami. Peryferie, chroniąc się przed nadmierną władzą centrów, przyjmują strategię wspierania innych rodzajów kapitału (np. dowartościowując kapitał polityczny – podtyp kapitału społecznego, czy w szczególny sposób uprzywilejowując kapitał kulturowy). Przykładem kraju, w którym kompensacyjną rolę wobec kapitału ekonomicznego przyjmuje kapitał polityczny, jest Rosja. W Polsce w tej roli występuje kapitał kulturowy, stąd silna rola inteligencji w polskich elitach.
Ponieważ lokalne hierarchie nieekonomicznych kapitałów nie zmieniają faktu, że centra dominują nad peryferiami poprzez kapitał ekonomiczny, w krajach peryferyjnych tworzy się napięcie społeczne wywołane możliwością oparcia statusu społecznego na kryteriach centrum i na kryteriach lokalnych. Wynika stąd częsty podział peryferyjnych elit na orientację „procentrową”-„antyperyferyjną” oraz „properyferyjną”-„antycentrową”.

### Geografia wyborcza
Zarycki zaproponował szereg interpretacji polskiej geografii wyborczej. W szczególności analizował ją jako przestrzeń wielowymiarową, której strukturę powiązał ze strukturą podziałów politycznych (cleavages) w Polsce. Także odmienności interpretacyjne polskiej geografii wyborczej wiązał z orientacjami politycznymi. Prześledził jej powstawanie w kolejnych etapach procesów historycznych. Porównywał ją z geografiami wyborczymi krajów ościennych. Przekonywał o bardzo wysokim poziomie stabilności struktur polskiej geografii wyborczej, który kontrastuje z dużą niestabilnością polskiej sceny politycznej.

### Ideologie wschodniości
Ideologie wschodniości (Ideologies of Eastness) to tytuł angielskojęzycznej książki Zaryckiego z 2014, w której przeanalizował sposoby zmagania się w Europie Środkowej z orientalizmem, którego region (w tym poszczególne kraje lub części krajów) jest zarówno ofiarą, jak i sprawcą. Orientalizm ten określił mianem stygmatu wschodniości, wskazując na różne sposoby jego kompensacji i strategie ucieczki. Wskazał strategie wyparcia wschodniości, takie jak wiktymizacja (przyjmowanie tożsamości ofiary) czy przeniesienie stygmatu na kraje i regiony położone dalej na wschód. Rozważał, czy możliwe jest zastosowanie teorii postkolonialnej do opisu osobliwości polskiej polityki i historii. Dokonał przeglądu wykorzystania teorii postkolonialnej przez innych polskich naukowców, dostrzegając wpływ orientacji politycznej.

### Dualizm nauk społecznych na peryferiach
Szereg prac Zaryckiego odnosi się do socjologicznej analizy rozwoju nauk społecznych w perspektywie historycznej. W szczególności wskazywał on, że w Polsce, podobnie jak w wielu innych krajach, które uważać można w myśl teorii zależności za peryferyjne, wyraźny jest obecnie dualny charakter system nauki. Z jednej strony istnieje lokalny (narodowy) podsystem nauki, zorientowany głównie na krajowych odbiorców, zasilany przez krajowe zasoby instytucjonalne i finansowe. Z drugiej strony można wskazać na podsystem, który ma głównie zagraniczny, globalny punkt odniesienia i korzysta znacznie częściej z międzynarodowego finansowania. Pierwszy z tych systemów zwrócony jest głównie do odbiorców krajowych, zarówno akademickich, jak i reprezentujących media czy politykę. Drugi komunikuje się głównie z międzynarodową społecznością naukową i orientuje się na jej kryteria oceny prestiżu i wartości naukowej. Zarycki śledzi rozwój polskich nauk społecznych od XIX wieku, umieszczając je w kontekście zależności międzynarodowych i imperialnych.

### Interpretacje historyczne roli społecznej polskiej inteligencji
Zarycki rozwija socjologiczny model historycznie ugruntowanej interpretacji polskiej inteligencji na tle międzynarodowym. Analizuje m.in. miejsce inteligencji w polskich elitach i jej relacje z konkurencyjnymi wobec niej w różnych okresach klasami (warstwami), m.in. arystokracji, ziemiaństwa, burżuazji czy nomenklatury komunistycznej. Analizy socjologiczne Zaryckiego nawiązują do paradygmatu strukturalnego w socjologii (w szczególności do teorii Pierre'a Bourdieu) i prowadzą do tezy o trwającej nadal dominacji inteligenckich elit w polskim polu władzy.

## Wybrane publikacje książkowe
- Nowa przestrzeń społeczno-polityczna Polski (1997)[14]
- Region jako kontekst zachowań politycznych (2002)[26]
- Kapitał kulturowy. Inteligencja w Polsce i w Rosji (2008)[23]
- Peryferie. Nowe ujęcie symbolicznych zależności centro-peryferyjnych (2009)[27]
- Ideologies of Eastness in Central and Eastern Europe (2014)[19]
- Gra peryferyjna. Polska politologia w globalnym polu nauk społecznych (razem z Tomaszem Warczokiem, 2016)[21]
- Totem inteligencki. Arystokracja, szlachta i ziemiaństwo w polskiej przestrzeni społecznej (razem z Rafałem Smoczyńskim, 2017)[24]
- The Polish Elite and Language Sciences. A Perspective of Global Historical Sociology (2022)[22]

## Życie prywatne
Jest synem opozycjonistki Barbary Różyckiej-Zaryckiej, wnukiem geologa Stefana Różyckiego i urbanistki Wiesławy Różyckiej.